# Pázmándfalu
Pázmándfalu község Győr-Moson-Sopron vármegyében, a Pannonhalmi járásban található.

## Fekvése
A község Győrtől 15 km-re délkeletre a Sokorói-dombság északkeleti részén helyezkedik el. Csendes, tiszta levegőjű vidék. Az itt lakók földműveléssel, állattenyésztéssel foglalkoznak. Pannonhalma város északkeleti szomszédja.

### Megközelítése
A település központján, annak főutcájaként a Győrtől Bakonybánkig húzódó 8222-es út halad végig, ez a legfontosabb közúti megközelítési útvonala. Külterületeit északon érinti a 8223-as út – Pér felől ezen érhető el –, Pannonhalma felé pedig a 82 119-es számú mellékút biztosít összeköttetést. Vasútvonal nem érinti.

## Története
Neve a legrégebbi okiratokban Paznan és Poznan írásmóddal található meg. Nevét a Svábföldről beköltözött Hunt-Pázmán nemzetségről kapta. E nemzetség Zegi vagy Szeghy ága még a 13. században és a 14. század elején is birtokolt területet a településen. A falunak több gazdája volt: a győri várszolgák és udvarnokok mellett megtalálhatjuk a birtokosok között a Szent Márton-egyházat is. Helységként először 1240-ben említik. 1252-ben találkozunk először  Pázmánd-hegy nevével. 1323-ban csere útján a gróf Cseszneky család szerezte meg, majd 1327-ben Erzsébet özvegy királyné Köcski Sándornak adományozott itt birtokot. 1437-ben királyi vámszedőként említették. A török uralom alatt elpusztult, de utána újjáépült. Az 1768 évi úrbéri szabályozás – a jobbágyok érdekeit szem előtt tartva – nagy fontosságú volt a község életében. Lakói ekkor szőlő- és földmunkával foglalkoztak, de a századforduló végén a filoxéra elpusztította a szőlőt.
A falu lakossága magyarokból állt s csak a török pusztítás után telepítettek be a földesurak néhány szláv és német ajkú jobbágyot. Az 1848 után ismét kicserélődött a falu lakossága. Ekkor már mindenki szabad polgárként közlekedhetett és kereshette a boldogulását. Ezért szabadon folyt a be- és kiköltözés a faluba.
A Győrbe települő gyárak munkalehetőséget biztosítottak a környék lakosságának. A faluban a katolikus és a református vallás terjedt el. A 14. századtól említik a pázmándi templomot illetve a plébániát. A régi templom azonban már 1638-ban romokban hevert. Érte a győri püspök és a pannonhalmi főapát is vetélkedett. A pereskedés a 16. századtól a 18. századig tartott és a győri püspök győzelmével ért véget.
A mai templomot 1753-ban építették fel, tornyát pedig 1779-ben. A barokk stílusú főoltár a 18. századtól ékesíti a templomot. A református egyház a reformáció kezdetétől jelen van. 1531-ben egy egyszerű templomot is építettek. A földesurak iskolájukkal együtt lerombolták, a lelkészeket és a tanítókat bebörtönözték, gályára hurcolták. A legfiatalabb gályarab Kocsi Csergő Bálint volt.

### Újkori története
Pázmándfalut és Pázmándhegyet 1950. december 8-án egyesítették Pázmándfalu néven. 1969. július 1-jével Pázmándfalu néven és székhellyel – a szomszédos Nyalka községgel együtt – községi közös tanácsot szerveztek. A falunak 1990-ben lett önálló önkormányzata.
A településen és környékén a villanyhálózat kiépítését 1957-ben kezdték meg, és 1958-ban fejezték be. A termelőszövetkezet is 1957-ben alakult, amit 1973-ban a pázmándfalui, győrsági és töltéstavai tsz. egyesüléséből létrejött ,,Aranykalász” MGTSZ. váltott fel, mely jelenleg is gazdálkodik a faluban. Kultúrotthona, ahol könyvtár is működik, 1958-ban jött létre. 1963-ban orvosi rendelővel és védőnői lakással is gazdagodott a település, valamint 1968 óta fogorvosa is van a falunak. A vezetékes víz 1976-ra jutott el a község minden lakásába. Sípályája népszerű volt, sajnos néhány éve a felvonó már nem működik. 1992-ben méltó emlékművet állítottak a település II. világháborús áldozatai tiszteletére, amely a millecentenárium alkalmából kiegészült az I. világháborúban hősi halált halt katonák emléktáblájával is. 1994-től kiépült a vezetékesgáz-hálózat és a telefonhálózat is.
A községnek 1994-től cigány kisebbségi önkormányzata van. 1995-ben Győrsággal együtt Pázmándfalu hegybírót is választott.

## Közélete

### Polgármesterei
- 1990–1994: Maracskó Imréné (független)[3]
- 1994–1998: Vámosi László Imre (független)[4]
- 1998–2002: Vámosi László Imre (független)[5]
- 2002–2006: Vámosi László Imre (független)[6]
- 2006–2010: Nagy Imre Gusztáv (független)[7]
- 2010–2014: Nagy Imre Gusztáv (független)[8]
- 2014–2019: Nagy Imre Gusztáv (független)[9]
- 2019–2024: Nagy Imre Gusztáv (független)[10]
- 2024– : Guth József (független)[1]

## Népesség
A település népességének változása:
| Lakosok száma | 954  | 969  | 1010 | 1092 | 1118 | 1131 | 1164 |
|               | 2013 | 2014 | 2015 | 2021 | 2022 | 2023 | 2024 |

A 2011-es népszámlálás során a lakosok 87,6%-a magyarnak, 7,6% cigánynak, 2,5% németnek mondta magát (12,4% nem nyilatkozott; a kettős identitások miatt a végösszeg nagyobb lehet 100%-nál). A vallási megoszlás a következő volt: római katolikus 46,3%, református 21,4%, evangélikus 0,6%, felekezeten kívüli 8,8% (22,3% nem nyilatkozott).
2022-ben a lakosság 88,2%-a vallotta magát magyarnak, 5,3% cigánynak, 1,4% németnek, 0,2% románnak, 0,1% lengyelnek, 2,4% egyéb, nem hazai nemzetiségűnek (11,3% nem nyilatkozott; a kettős identitások miatt a végösszeg nagyobb lehet 100%-nál). Vallásuk szerint 38,7% volt római katolikus, 12,5% református, 0,6% evangélikus, 0,2% görög katolikus, 1,5% egyéb keresztény, 1,2% egyéb katolikus, 8,1% felekezeten kívüli (36,9% nem válaszolt).

## Híres pázmándiak
- Pázmándi Horvát Endre (Pázmánd, 1778. november 28. – Pázmánd, 1838. március 7.)

Elemi iskoláit Pannonhalmán, Pázmándon és Győrben végezte el. A humán osztályokat Komáromban. Bölcsészeti tanulmányait Pozsonyban fejezte be. Iskolái elvégzése után belépett ciszterciek rendjébe. 1801-ben szentelték pappá. Szolgált Széplakon, Szergényben, Győrben és Téten. 1829-ben helyezték Pázmándra ahol élete hátralévő részét töltötte plébánosként. Árpád című eposza 1832-ben jelent meg nyomtatásban. A Magyar Tudományos Akadémia 1830-ban tagjává választotta.
- Kocsi Csergő Bálint református lelkész

Aki Munkácson és Pápán rektor, Debrecenben professzor volt és öregkorára érkezett a községbe. Itt írta meg gályarabsága történetét.
Egy másik gályarabságra hurcolt lelkész, Ujvári János a falu szülötte, aki Mezőörsön volt lelkész gályarabsága előtt 1674-1682 és után 1711-1712 között.
Márvány emléktáblája a mezőörsi református templomban látható, valamint az ő nevét viseli a Mezőörsi Református Szeretetotthon.
Neve a gályarab emlékművön is látható Debrecenben a Nagytemplom mögötti parkban.

## A község nevezetességei
- Római katolikus műemlék templom
- II. világháborús emlékmű
- Pázmándi Horvát Endre lakóháza
- Mazsorett csoport